# Jean Nako Naprapol
Jean Nako Naprapol (ur. 20 lipca 1980) – vanuacki piłkarz grający na pozycji napastnika. Od 2011 roku jest zawodnikiem klubu Amicale FC.

## Kariera klubowa
Karierę piłkarską Naprapol rozpoczął klubie Tafea FC. W jego barwach zadebiutował w pierwszej lidze vanuackiej. Wraz z Tafeą wielokrotnie wywalczył tytuł mistrza Vanuatu. W Tafei występował do 2011 roku. Następnie został zawodnikiem Amicale FC.

## Kariera reprezentacyjna
W reprezentacji Vanuatu Naprapol zadebiutował w 2007 roku. W 2008 roku zagrał w Pucharze Narodów Oceanii 2008 i zdobył na niej 1 bramkę. W 2012 roku wystąpił z Vanuatu w Pucharze Narodów Oceanii 2012, na którym strzelił 2 gole.